# Zinowiewia
Zinowiewia Turcz. – rodzaj roślin należący do rodziny dławiszowatych (Celastraceae R. Br.). Obejmuje co najmniej 13 gatunków występujących naturalnie w na obszarze od Meksyku przez Amerykę Środkową aż po północną część Ameryki Południowej.

## Morfologia
PokrójDrzewo lub krzew o nagich pędach.
LiścieNaprzeciwległe, całobrzegie.
KwiatyZebrane w kwiatostany. Kwiaty są obupłciowe.
OwoceSkrzydlaki z jednym wierzchołkowym skrzydełkiem. Zawierają jedno białkowe nasiono.

## Biologia i ekologia
Występuje zarówno w lasach wilgotnych jak i zaroślach o umiarkowanej lub zbilansowanej podaży wilgoci. Rośnie na wysokości do 3150 m n.p.m.

## Systematyka
Pozycja i podział według APWeb (2001...)
Rodzaj należący do rodziny dławiszowatych (Celastraceae R. Br.), rzędu dławiszowców (Celestrales Baskerville), należącego do kladu różowych w obrębie okrytonasiennych.
Wykaz gatunków
| - Zinowiewia australis Lundell - Zinowiewia aymardii Steyerm. - Zinowiewia concinna Lundell - Zinowiewia costaricensis Lundell - Zinowiewia cuneifolia Lundell - Zinowiewia integerrima (Turcz.) Turcz. - Zinowiewia madsenii C. Ulloa & P. Jørg. | - Zinowiewia matudae Lundell - Zinowiewia micrantha Lundell - Zinowiewia pallida Lundell - Zinowiewia pauciflora Lundell - Zinowiewia rubra Lundell - Zinowiewia tacanensis Lundell |